# Helianthus ciliaris
Helianthus ciliaris — вид квіткових рослин з родини айстрових (Asteraceae).

## Біоморфологічна характеристика
Це багаторічник 40–70 см (кореневищні або з повзучими коренями, часто утворюють великі колонії). Стебла від лежачих до прямовисних, голі чи майже так. Листки стеблові; переважно супротивні; сидячі; листкові пластинки (часто синювато-зелені) від лінійних до ланцетних, 3–7.5 × 0.5–2.2 см, поверхні від голих до щетинистих, краї цільні або пилчасті (зазвичай війчасті та хвилясті). Квіткових голів 1–5. Променеві квітки 10–18; пластинки 8–9 мм. Дискові квітки 35+; віночки 4–6 мм, частки червонуваті, пиляки коричнево-червоні. Ципсели 3–3.5 мм, голі. 2n = 68, 102. Цвітіння: літо — осінь.

## Умови зростання
США (Аризона, Каліфорнія, Колорадо, Іллінойс, Канзас, Небраска, Невада, Нью-Мексико, Оклахома, Техас, Юта), Північна Мексика. Населяє узбіччя доріг, канави, оброблені поля, відкриті дренажні майданчики; 10–2600 метрів.

## Значущість
Є потенціал для високого вмісту олії.